# Deutscher Weckruf und Beobachter
Deutscher Weckruf und Beobachter (Apelul la trezire și observatorul german) a fost un săptămânal scris în engleză și germană, destinat populației germane din Statele Unite ale Americii, publicat în perioada iulie 1935 - decembrie 1941. "Deutscher Weckruf und Beobachter" era organul oganizației German American Bund. În 1937, "Deutscher Weckruf und Beobachter" a fost publicat în circa 20 000 de exemplare.